# Dwór Ernsttal
Dwór Ernsttal (Dwór Młyna XIV) – zabytkowy dwór w gdańskiej Oliwie.

## Historia

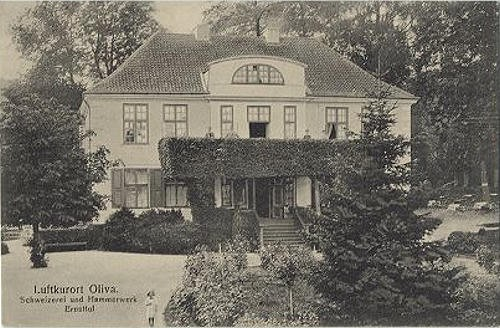
Dwór Ernsttal, ok. 1900

Został zbudowany w końcu XVIII wieku na planie prostokąta w stylu klasycystycznym. Na przełomie XIX i XX wieku został rozbudowany, m.in. o werandę. Przed 1939 pensjonat, po 1947 funkcjonował jako wielorodzinny dom mieszkalny. W 1956 został wykonany remont generalny z adaptacją na cele biurowe i mieszkalne. Od 1972 figuruje w rejestrze zabytków. Obecnie w stanie zaniedbania, pozbawiony (w latach 90. XX wieku) - w elewacji frontowej, przed głównym wejściem - drewnianego ganku, na którym był balkon.
W bezpośrednim sąsiedztwie dworu znajduje się Kuźnia Wodna w Oliwie, w odległości ok. 300 m znajduje się zabytkowy Dwór Schwabego.